# Letters to Jackie: Remembering President Kennedy
Letters to Jackie: Remembering President Kennedy es un documental estadounidense de 2013, dirigido por Bill Couturié, que a su vez lo escribió, los protagonistas son Kirsten Dunst, Bérénice Bejo, Michelle Williams y Anne Hathaway, entre otros. Esta obra fue producida por Amblin Television, Couturie Company, Saint Aire Production y TLC; se estrenó el 19 de junio de 2013.

## Sinopsis
Se examina el legado presidencial de John F. Kennedy mediante 21 de las más de 800 000 cartas de condolencias escritas a Jackie Kennedy luego del homicidio.